# John Gunn (Rennfahrer)

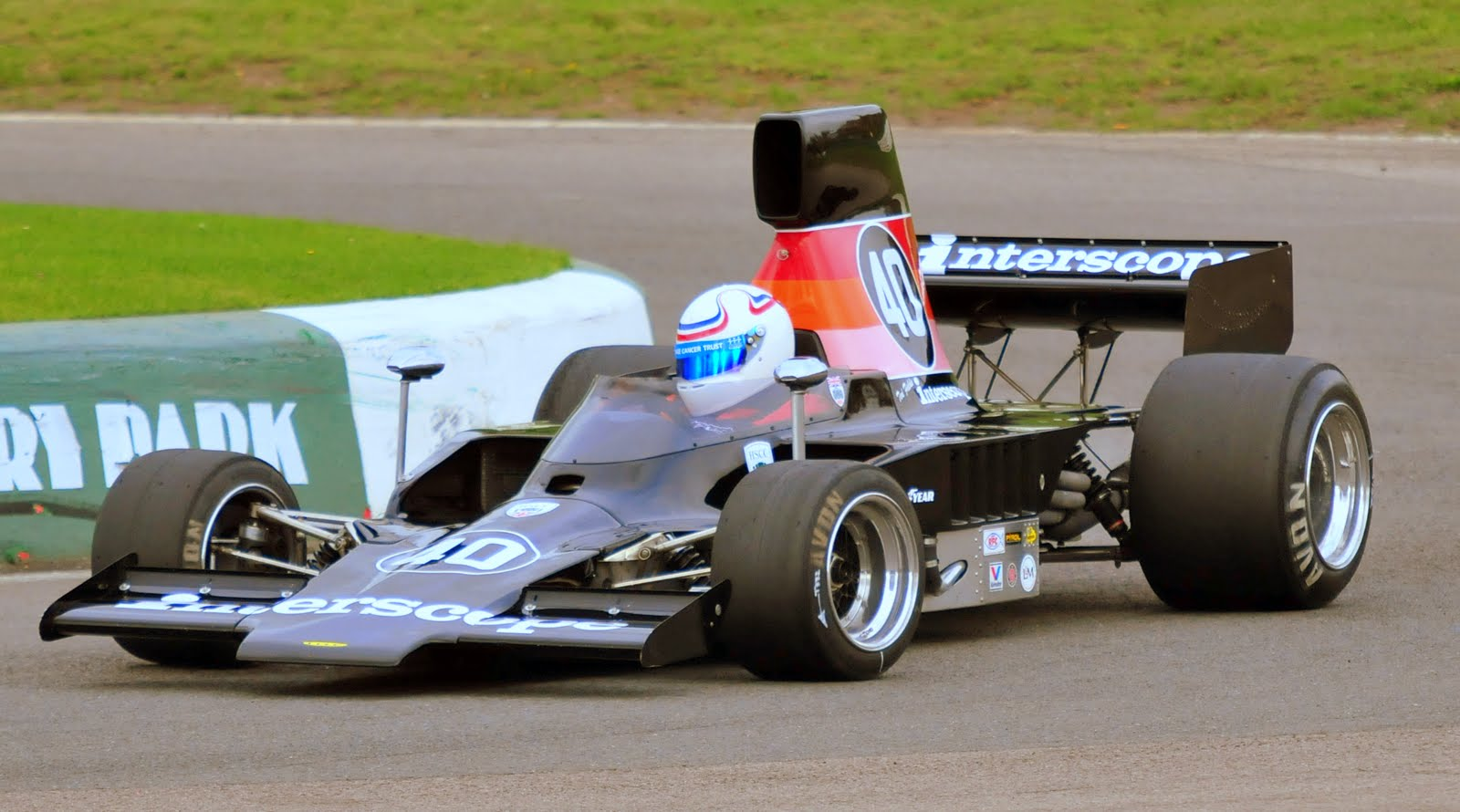
Ein Lola T332, wie ihn John Gunn 1974 in der Formel-A-Meisterschaft fuhr

John Oliver „Johnnie“ Gunn (* 25. Juli 1939 in Yanceyville; † 7. Juli 2010 in Palm City) war ein US-amerikanischer Autorennfahrer.

## Karriere als Rennfahrer
Nach dem Besuch der Bartlett Yancey High School in seiner Heimatstadt studierte John Gunn Maschinenbau an der University of Miami. Sein Vater betrieb eine Ford-Händlervertretung in der Nähe des Virginia International Raceway, wodurch er früh mit dem Motorsport in Berührung kam. Seine ersten Rennen bestritt er während seiner Studentenzeit auf einem Alfa Romeo Giulietta Spider und gewann damit zwei nationale Sportwagen-Meisterschaften. 1968 begann seine professionelle Fahrerkarriere, die ihn in die Formel A, die CanAm- und IMSA-GTP-Serie führte.
Seine besten Formel-A-Saisons hatte er 1970 und 1974. 1970 erreichte er den siebten Rang in der Endwertung (Meisterschaftssieger John Cannon). Gunn fuhr für das Team von Fred Opert einen Surtees TS5A mit Chevrolet-V8-Motor. Das Rennjahr 1974 beendete er hinter Brian Redman, Mario Andretti, David Hobbs, Eppie Wietzes und Brett Lunger als Meisterschaftssechster.
In der CanAm-Serie startete er vornehmlich mit Rennwagen von Lola und wurde 1974 im T260 Meisterschaftsfünfter. In den 1980er-Jahren fuhr er regelmäßig in der IMSA-GTP-Serie. Sein größter Erfolg bei einem internationalen Langstreckenrennen war der zweite Gesamtrang beim 12-Stunden-Rennen von Sebring 1976.

## Statistik

### Sebring-Ergebnisse
| Jahr | Team                   | Fahrzeug            | Teamkollege     | Teamkollege      | Platzierung | Ausfallgrund |
| ---- | ---------------------- | ------------------- | --------------- | ---------------- | ----------- | ------------ |
| 1968 | Raceco                 | Ferrari 250LM       | Fausto Merello  | Guillermo Ortega | Ausfall     | Motorschaden |
| 1976 | Dallas Heyser SL-1     | Porsche Carrera RSR | Carson Baird    |                  | Rang 2      |              |
| 1977 | Belcher Racing         | Porsche 934/5       | Gary Belcher    |                  | Rang 4      |              |
| 1979 | Ricardo Londoño        | Porsche 935         | Ricardo Londoño | George Garces    | Ausfall     | Defekt       |
| 1981 | T-Bird Swap Shop       | Porsche 935K3       | Gary Belcher    | Preston Henn     | Ausfall     | Defekt       |
| 1983 | Holly Racing           | Phoenix JG1         | Ricardo Londoño |                  | Ausfall     | Motorschaden |
| 1984 | Silver Lake Plantation | Rondeau M382        | Gary Belcher    | Jean Rondeau     | Ausfall     | Elektrik     |
| 1988 | Phoenix Race Cars      | Phoenix JG2         | Gary Belcher    |                  | Ausfall     | Motorschaden |
| 1989 | Phoenix Race Cars      | Phoenix JG2         | Gary Belcher    | Chip Mead        | Ausfall     | Motorschaden |

### Einzelergebnisse in der Sportwagen-Weltmeisterschaft
| Saison | Team               | Rennwagen           | 1   | 2   | 3   | 4   | 5   | 6   | 7   | 8   | 9   | 10  | 11  | 12  | 13  | 14  | 15  | 16  | 17  |
| ------ | ------------------ | ------------------- | --- | --- | --- | --- | --- | --- | --- | --- | --- | --- | --- | --- | --- | --- | --- | --- | --- |
| 1968   | Raceco             | Ferrari 250LM       | DAY | SEB | BRH | MON | TAR | NÜR | SPA | WAT | ZEL | LEM |     |     |     |     |     |     |     |
| 1968   | Raceco             | Ferrari 250LM       | 9   | DNF |     |     |     |     |     |     |     |     |     |     |     |     |     |     |     |
| 1969   | Raceco             | Chevron B8          | DAY | SEB | BRH | MON | TAR | SPA | NÜR | LEM | WAT | ZEL |     |     |     |     |     |     |     |
| 1969   | Raceco             | Chevron B8          | 6   |     |     |     |     |     |     |     |     |     |     |     |     |     |     |     |     |
| 1976   | Racing Consultants | Porsche Carrera RSR | MUG | VAL | NÜR | MON | SIL | IMO | NÜR | ZEL | PER | WAT | MOS | DIJ | DIJ | SAL |     |     |     |
| 1976   | Racing Consultants | Porsche Carrera RSR |     |     |     |     |     |     | DNF |     |     |     |     |     |     |     |     |     |     |
| 1977   | Brumos racing      | Porsche 934         | DAY | MUG | DIJ | MON | SIL | NÜR | VAL | PER | WAT | EST | LEC | MOS | IMO | SAL | BRH | HOK | VAL |
| 1977   | Brumos racing      | Porsche 934         |     |     |     |     |     | 6   |     |     |     |     |     |     |     |     |     |     |     |
| 1978   | Vasek Polak        | Porsche 935         | DAY | SEB | MUG | TAL | DIJ | SIL | NÜR | LEM | MIS | DAY | WAT | VAL | ROD |     |     |     |     |
| 1978   | Vasek Polak        | Porsche 935         |     |     |     |     |     |     |     | DNF |     |     |     |     |     |     |     |     |     |
| 1979   | Ricardo Londoño    | Porsche 935         | DAY | SEB | MUG | TAL | DIJ | RIV | SIL | NÜR | LEM | PER | DAY | WAT | SPA | BRH | ROA | VAL | ELS |
| 1979   | Ricardo Londoño    | Porsche 935         | DNF |     |     |     |     |     |     |     |     |     |     |     |     |     |     |     |     |
| 1981   | T-Bird Swap Shop   | Porsche 935         | DAY | SEB | MUG | MON | RIV | SIL | NÜR | LEM | PER | DAY | WAT | SPA | MOS | ROA | BRH |     |     |
| 1981   | T-Bird Swap Shop   | Porsche 935         | DNF |     |     |     |     |     |     |     |     |     |     |     |     |     |     |     |     |